# 조슈아 카디슨
조슈아 카디슨(영어: Joshua Kadison, 1963년 2월 8일 ~ )는 미국의 싱어송라이터, 피아노 연주자, 작가이다. 캘리포니아 로스앤젤레스에서 태어난 그는 데뷔 앨범 Painted Desert Serenade의 톱 40 히트곡 "Jessie"와 "Beautiful in My Eyes"로 가장 잘 알려져 있다. 그는 그의 노래 "Mama's Arms"에 영감을 준 배우 글로리아 카스티요의 아들이기도 하다. 그의 음악 스타일과 목소리는 엘튼 존과 비교되기도 한다.